# مارشال بي بارون
مارشال بي بارون هو رسام ومحامي (وحمل سابقاً جنسية رودسيا)، ولد في 3 أغسطس 1934 في بولاوايو في زيمبابوي، وتوفي بنفس المكان في 3 مارس 1977.